# Park Kyung-oan
Detta är ett koreanskt namn; familjenamnet är Park.
Park Kyung-oan, född den 11 juli 1972, är en sydkoreansk före detta basebollspelare som tog brons för Sydkorea vid olympiska sommarspelen 2000 i Sydney.
Park representerade även Sydkorea vid World Baseball Classic 2009, när Sydkorea kom tvåa.